# Нижня Пєсочня
Нижня Пєсочня (рос. Нижняя Песочня) — присілок в Кіровському районі Калузької області Російської Федерації.
Населення становить 17 осіб. Входить до складу муніципального утворення Присілок Верхня Песочня.

## Історія
Від 2004 року входить до складу муніципального утворення Присілок Верхня Песочня.

## Населення
| 2002 | 2010 |
| ---- | ---- |
| 30   | ↘17  |